# Zahiya Zareer

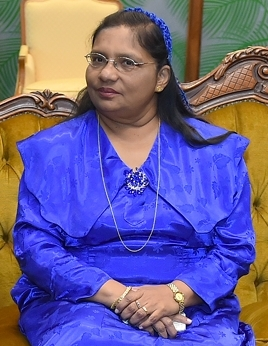
Zahiya Zareer (2017)

Zahiya Zareer, (Dhivehi ޒާހިޔާ ޒަރީރު; geb. 30. Dezember 1959) ist eine maledivische Politikerin und Diplomatin. Sie war von 2004 bis 2005 Ministerin für Gleichberechtigung und von 2005 bis 2008 Bildungsministerin. Von 2014 bis 2017 war sie Vertreterin ihres Landes in Sri Lanka. Aktuell ist sie Sonderbotschafterin im maledivischen Außenministerium.

## Karriere
Zahiya Zareer wurde 1983 Beamtin und arbeitete als Englischlehrerin. Daneben war Zareer auch Expertin für die maledivische Sprache. 2004 wurde sie unter dem autoritär regierenden Maumoon Abdul Gayoom Ministerin für Gleichstellung, Familienentwicklung und soziale Sicherheit, anschließend war sie von 2005 bis 2008 Bildungsministerin der Malediven. In dieser Zeit musste sie sich mit Streiks um Gehaltserhöhungen auseinandersetzen, an denen sich zeitweise fast die Hälfte der maledivischen Lehrer beteiligte. Sie richtete Lehrer-Ressourcenzentren ein, die einer größeren Zahl von Lehrern den Zugang zu beruflicher Weiterbildung für eine kindzentrierte Pädagogik ermöglichen sollten.
Mit der Wahl von 2008 kam es auf den Malediven zu eine gewissen wenn auch labilen demokratischen Entwicklung. Am 13. Februar 2014 wurde Zareer von Präsident Abdulla Yameen zur Hochkommissarin für Sri Lanka ernannt und trat ihr Amt im Juni 2014 an. Da die Malediven während ihrer Zeit in Sri Lanka ihren Austritt aus dem Commonwealth erklärten, änderte sich Zareers Status und sie führte nun den Titel in Botschafter. Im August 2017 wurde sie von der maledivischen Regierung zurückberufen und zur Sonderbotschafterin im Außenministerium der Regierung der Malediven ernannt.

## Persönliches Leben
Zareer ist verheiratet und hat einen Sohn und eine Tochter; zu ihren Hobbys gehören Lesen, Gedichte schreiben und Gartenarbeit. Ihr Vater war Hassan Zareer, Vizepräsident der Malediven und Kabinettsminister, und ihre Mutter, Fathimath Jameel, arbeitete in der Abteilung für Frauenangelegenheiten.